# Суперкомпьютеры «Яндекса»
Суперкомпьютеры «Яндекса» — суперкомпьютеры «Червоненкис», «Галушкин» и «Ляпунов», созданные компанией «Яндекс» в 2020—2021 годах. Названы в память о выдающихся учёных: Алексее Яковлевиче Червоненкисе, Александре Ивановиче Галушкине и Алексее Андреевиче Ляпунове.

## Рейтинги
Занимают по состоянию на ноябрь 2024 года в рейтинге самых мощных суперкомпьютеров мира Top500:
- «Червоненкис» — 60 место,
- «Галушкин» — 86 место,
- «Ляпунов» — 98 место.

Кроме того, являются тремя мощнейшими суперкомпьютерами СНГ по данным рейтинга Топ-50 (март 2023 года).

## Применение
На суперкомпьютерах обучаются большие нейросетевые модели (например, языковые модели семейства YaLM) с миллиардами параметров, а также модели на основе других методов машинного обучения, например, CatBoost. Для этого суперкомпьютеры должны работать на пиковой мощности днями, реже — неделями.
Суперкомпьютеры позволяют лучше решать целый ряд задач: точнее и быстрее переводить тексты и видео, показывать более релевантную рекламу, подбирать быстрые ответы в поиске, а также поддерживать диалог с человеком голосовому помощнику «Алисе».
Каждая система объединяет более сотни серверов (узлов), связанных высокоскоростной сетью InfiniBand HDR. Вычислительные узлы «Червоненкиса» и «Галушкина» созданы по проекту «Яндекса». Они используют оптимизированную систему отвода тепла, чтобы на охлаждение серверов тратилось меньше электроэнергии.

## «Ляпунов»
В 2020 году появился первый большой кластер в городе Сасово Рязанской области. Его строили из серверов на базе NVIDIA HGX A100.
Заявленная производительность суперкомпьютера составляет 12,810 петафлопса рабочая и 20,029 петафлопса — пиковая.

## «Червоненкис»
Второй кластер «Яндекса», появившийся в 2021 году. Расположен в дата-центре Сасова.
Заявленная производительность суперкомпьютера составляет 21,530 петафлопса — рабочая и 29,415 петафлопса — пиковая. Это сделало его самым производительным суперкомпьютером в России и Восточной Европе.

## «Галушкин»
В 2021 году для размещения нового кластера выбрали дата-центр во Владимире.
Заявленная производительность суперкомпьютера составляет 16,020 петафлопса — рабочая и 20,636 петафлопса — пиковая.